# Cambiago
Cambiago é uma comuna italiana da região da Lombardia, província de Milão, com cerca de 4.852 habitantes. Estende-se por uma área de 7 km², tendo uma densidade populacional de 693 hab/km². Faz fronteira com Basiano, Cavenago di Brianza, Agrate Brianza, Masate, Caponago, Gessate, Pessano con Bornago.

## Demografia
| Variação demográfica do município entre 1861 e 2011                               |
|                                                                                   |
| Fonte: Istituto Nazionale di Statistica (ISTAT) - Elaboração gráfica da Wikipedia |